# 아마나트 바그다드 SC
아마나트 바그다드(아랍어: نادي امانة بغداد는 바그다드를 연고로 하는 이라크의 축구단이다. 현재 이라크 프리미어 디비전 리그에 참가하고 있다.

## 우승
- 이라크 1부 리그: 1990-91, 2004-05

## 선수 명단

### 현역
참고: FIFA 자격 규정에 따라 소속된 국가대표팀 국기를 표시합니다. 선수는 복수의 FIFA 비회원국 국적을 가지고 있을 수 있습니다.
| 번호 | 포지션 | 국적   | 이름                 |
| ---- | ------ | ------ | -------------------- |
| 8    | FW     | 카메룬 | 어니스트 티에리 아낭 |

| 번호 | 포지션 | 국적 | 이름 |
| ---- | ------ | ---- | ---- |

### 역대
틀:아마나트 바그다드 SC 선수 명단